# Métaphorologie
 (septembre 2024).
- Si vous ne connaissez pas le sujet, laissez ce bandeau (vous pouvez alors contacter les auteurs).
- Si vous supprimez le contenu mis en cause (vous pouvez préalablement contacter les auteurs),

argumentez précisément cette suppression dans la page de discussion
(un manque de référence n'est pas un argument ; une recherche réelle de référence doit avoir été effectuée, être formellement documentée).
 (août 2022).
La métaphorologie est l'étude de la métaphore.
Les recherches actuelles de métaphorologie peuvent se classer selon la prise de position épistémologique à partir de laquelle l'objet de savoir « métaphore » est construit par le métaphorologue.
De manière générale, il existe trois manières d’envisager l'élaboration de l’objet de savoir « métaphore » :

## Première attitude épistémologique
Il s'agit d'une attitude de méfiance : dans ce cas, le métaphorologue récuse tout projet de métaphorologie. Pour aboutir à ses fins, il peut utiliser deux types d’arguments :
- argument logique : il ne serait pas possible de définir ce qu’est la métaphore sans y inclure des métaphores. En conséquence toute définition de la métaphore serait tautologique. Jacques Derrida, après avoir analysé les définitions classiques de la métaphore, affirme que « le défini est donc impliqué dans le définissant de la définition » (Derrida, 1971,274). Paul Ricœur donnera un nom à ce problème : « le paradoxe de l’auto-implication de la métaphore » : « il n’y a pas de discours sur la métaphore qui ne se dise dans un réseau conceptuel lui-même engendré métaphoriquement. Il n’y a pas de lieu non métaphorique d’où l’on aperçoive l’ordre et la clôture du champ métaphorique. La métaphore se dit métaphoriquement » (Ricœur,1975,213). Derrida, contrairement à Ricœur par ailleurs, en conclura qu’ « au lieu de risquer ici des prolégomènes à quelque métaphorique future, essayons plutôt de reconnaître en son principe la condition d’impossibilité d’un tel projet » (Derrida, 261).

- argument métaphysique : la métaphore ici comporte de l’innommable, de l’Indéterminé. Prenons pour exemple Cornelius Castoriadis, avec sa métaphysique de l’imaginaire radical. Ce dernier envisagera la métaphore comme « quelque chose » dont on ne peut, par définition, rien savoir : « par définition, son ‘mode d’être’ est un mode de non-être » (Castoriadis, 1975, 213).

La conséquence de cette attitude de méfiance est que l’objet de savoir « métaphore » se désagrège. La métaphore ici est un savon mouillé ne cessant de glisser des mains du métaphorologue  : aucune recherche scientifique n’est donc possible en la matière.

## Seconde attitude épistémologique
Cette attitude, plus positive dans sa démarche et la plus fréquente à l’heure actuelle, consiste à affirmer qu’une définition (ou un ensemble fini de définitions) de la métaphore élaborée par soi ou par un tiers doit être privilégiée aux dépens de toutes les autres définitions existant sur le marché.
Ce positionnement épistémologique entraîne un cloisonnement (a) disciplinaire et (b) intra-disciplinaire :
(a) Prenons pour exemple le peu de discussions, d’échanges ou de partenariat entre la stylistique et l’épistémologie au sujet de la métaphore.
(b) Par exemple, le peu de contacts au sein de la psychologie entre les tenants d’une conception cognitive de la métaphore et les tenants d’une conception psychanalytique.

## Dernière attitude épistémologique
Elle consiste à affirmer qu’il est aussi vain d’interdire la recherche scientifique au sujet de la métaphore que d’isoler une ou plusieurs définitions et de les généraliser (opération vaine car prenant la partie pour le tout). L’attitude de Prandi (2002,7) est à ce point de vue exemplaire : « il s’avère impossible de donner une définition de la métaphore qui soit à la fois générale et exhaustive – qui s’applique à toutes les métaphores et explicite en même temps les propriétés qualifiantes de chacune. Ce qui arrive en fait, c’est que plusieurs définitions de la métaphore, assez hétérogènes pour être incompatibles, sont chacune appuyées par quelques-unes des données, alors même qu’aucune n’est adéquate pour la généralité des métaphores ». D’où son idée audacieuse d’élaborer une typologie.
La différence majeure entre la seconde attitude (définitionnelle) et l’attitude typologique qui sera la mienne est que la première a une ambition de généralisation tandis que la seconde a une ambition de caractérisation.  L’objectif de la démarche typologique est double : (1) élaborer une sorte de carte du possible des traits distinctifs entre métaphores, (2) tracer des parcours singuliers sur la carte élaborée. Une sorte de passeport de chaque occurrence métaphorique sera ainsi élaboré.

## Résumé des trois attitudes épistémologiques
1. Attitude de méfiance : le contenu de la métaphorologie tient en une phrase négative : « il n’y a pas de métaphorologie théorique acceptable, et, en conséquence, il n’y a pas de métaphorologie appliquée acceptable non plus». Le point de vue adopté est négativiste.
2. Attitude définitionnelle : le contenu de la métaphorologie théorique correspond à une définition (ou un ensemble fini de définitions) isolée(s) des autres. Le contenu de la métaphorologie appliquée correspond à une recherche sur la présence des métaphores (uniquement celles qui correspondent à la définition donnée) dans un discours. Le point de vue adopté est disciplinaire ou interdisciplinaire.
3. Attitude typologique : le contenu de la métaphorologie théorique est une grille (non clôturée) composée de questions et de réponses possibles à ces questions. Le point de vue adopté est transdisciplinaire.

Certains métaphorologues[Qui ?] estiment qu’un mot (« métaphore ») et sa définition peuvent servir à étiqueter la diversité des occurrences métaphoriques. Ce que ces métaphorologues effectuent — sans forcément s’en rendre compte —, c’est une élimination de toutes les essentielles caractéristiques distinctives de chaque occurrence métaphorique. La question serait donc : existe-t-il une chose telle que LA métaphore ?